# 한신 무코가와선
한신 무코가와 선(일본어: 阪神武庫川線)은 일본 효고현 니시노미야시의 무코가와 역에서 무코가와단치마에 역 구간을 연결하는 한신 전기철도의 철도 노선이다. 전 구간이 단선이지만 무코가와 ~ 스자키 구간은 복선 부분의 용지가 확보되어 있다.
무코 강 서안의 축제변을 따라가고, 니시노미야 시 남동쪽에 있는 무코가와 단지의 통근・통학 노선이다.
영업 거리 포스트는 무코가와단치마에부터 무코가와를 향해서 순수하게 숫자가 늘어난다. 2km 포스트는 스자키 역과 히가시나루오 역의 중간 지점에 있다.

## 노선 개요
- 노선 거리(영업 거리) : 1.7 km
- 궤간 : 1435 mm
- 역수 : 4
- 복선 구간 : 없음(전 구간 단선)
- 전화 구간 : 전선 전철화(직류 1500V)
- 폐색 방식 : 자동 폐색식

## 운행 형태
노선 내 회송 열차가 원맨 운전으로 운행되고 있다. 전 열차가 2량 편성으로 운행되고 아침 저녁으로 2편성이 운용에 들어가, 히가시나루오 역에서 교환한다. 이른 아침과 낮 시간 중과 심야 시간에서 막차까지는 1편성만 운용된다. 구간 자체가 짧아 전 열차가 보통 열차로, 무코가와 ~ 무코가와단치마에 역 구간을 운행한다. 낮에는 20분 간격, 평일 아침은 12분 간격, 주말 아침과 저녁은 10분 간격, 이른 아침과 야간에는 12 ~ 15분 간격으로 운전한다.
사용하는 편성은 원맨 운전 대응 개조를 받은, 무코가와 선 전용 차량인 7890・7990형과 7861・7961형에 한정되어 있다. 이른바 적동차를 사용하고 있으나, 전술한 대로 모두 보통 열차(각역정차)로 운행이다. 또한, 시운전에서는 1000계 2량 편성이 달린 실적이 있어, 7890・7990형, 7861・7961형 이외 형식의 입선은 3301형(현재 폐차) 이후였다(3301형은 1984년까지 운용됨).
신호 표시는 정지(빨강), 경계(황×2), 주의(노랑)의 3종류만으로 전 노선에서 최고 속도가 45km/h(주의 신호 상당)으로 제한된다. 따라서, 노선 내 신호기에는 진행 표시에 사용되는 청색 등이 입환 신호기를 빼고 존재하지 않는다. 또한, 경계 표시는 히가시나루오 역 장내 신호기에서 2편성 운용 시에만 보인다.
다만, 최고 속도가 낮은 것에 비하면 가선은 고속 운전이 가능한 콤파운드 카테나리 식이다.
1일 운용은 다음과 같다.
1. 전야의 최종 운용 후부터 본선 과선교 밑에 유치된 편성이 시발부터 운영에 들어간다. 

2. 아침 2편성이 운용되기 전에 아마가사키 차고에서 2량 편성이 출고되어 회송한다. 이것은 일단 고시엔 역까지 회송되어 무코가와 신호장에서 무코가와 선에 입선한다. 

3. 2편성 운용이 끝난 데이 타임이 되면 1편성이 본선 과선 다리에서 유치된다. 

4. 저녁 2편성 운용이 시작되면 유치된 편성이 운용에 들어간다. 

5. 야간 2편성 운용이 끝나면 1편성이 무코가와 신호장을 지나 아마가사키 차고로 회송되어 입고하다. 

6. 당일의 운용이 모두 끝나면 최후까지 운용되어 있던 1편성이 다음날 아침 첫차까지 본선의 과선교 밑에 유치된다.
또한, 예전에는 최종 운용 후의 편성도 아마가사키 차고로 회송하여 입고되고 익일 아침 출발 전에 출고하는 열차가 회송했었으나 현재는 1편성이 야간 유치되어 있다.
원맨 운전에 대해서는, 문 개폐 스위치가 운전석에 있지 않고 문 취급 때는 운전사가 직접 눈으로 확인하면서 실시하는 것처럼 되어 있어 정차에서 문 개폐 이후 발차까지 각각 5초 정도 걸린다.
한신 3노선 중 유일하게 한신 차량만이 달림과 동시에 2량만 달리는 노선이다. 또, 섣달 그믐날부터 설날까지 철야 운전은 치르지 않는다.

## 역사
현재는 무코가와 단지로 바뀌고 있는 니시노미야 시 다카마치에 있던 군수 공장, 가와니시 항공기(현, 신메이와 공업)의 종업원 및 자재 수송 때문에 건설되어 1943년 11월 21일에 무코가와 ~ 스자키 간, 1944년 8월 17일에 무코대교 ~ 무코가와 구간이 개업했다. 군의 요청으로 건설된 노선이었기 때문에 한신의 일반 사원이나 학생의 근로 봉사대 등도 동원한 공사가 이루어졌다. 용지는 전 노선의 복선 부분을 확보했었지만 단선으로 건설되었고 무코오하시, 무코가와, 히가시나루오의 각 역에서 상하 열차가 교행 가능하게 되었다. 개통 당시의 스자키 역은 현재의 무코가와단치마에 역 부근에 해당한다. 개통 후 1년이 되기 전에 가와니시 항공기 공장과 함께 공습의 피해를 입고 기대된 목적을 못하고 종전을 맞았다.
니시노미야 역(현, 니시노미야 역)에서 국철 화차 출입을 위한 무코오하시 ~ 스자키 구간은 삼선 궤조화되었다. 국철의 화물 열차만 타고 니시노미야 ~ 무코오하시 사이는 한신의 노선으로는 미개통으로 취급하고 화물 열차는 전 노선에 걸쳐 국철의 관리하에 운행되고 있으며 화물 수송은 가와니시 항공기 공장을 접수한 진주군의 요청도 있고 전후에도 속개되었으나 1950년대에는 운행이 중단되고 1958년에 정식으로 휴지하였다.
여객 영업은, 전후 바로 전선 여객 영업이 중지된 후 1948년 10월에 무코가와에서 현재의 스자키 역까지 1.1 km만이 운행이 재개되었다. 그 후, 무코가와 단지의 개발에 따라 1984년 4월 3일에 무코가와단치마에 역까지 연장되어 현재에 이르고 있다.
또한, 폐지된 구간 중 무코가와 ~ 무코가와오하시 구간의 1.5 km는 본선과 합류를 위한 입환선 부분과 그 앞의 100m 정도의 부지를 제외하고 민간에 매각되면서 주차장과 주택으로 활용되고 있지만 주택이 무코 강변에 이르고 균일하게 연속된 상태에서 주시의 궤도 부지 흔적을 상상할 수도 있다. 무코오하시 ~ 니시노미야 구간은, 고시엔구치역 동쪽의 도카이도 본선(JR 고베 선)과의 합류부였던 장소까지 공터가 눈에 띄지만, 그 합류부에는 한신 원예 소유의 건물이 세워졌다. 현재는 헐리고 그 자리에 분양 아파트이 들어서 있다. 또, 고시엔구치 역에서는 무코가와 선의 폐선 자취가 내리는 외측선에 전용되어 내측선에는 회차 설비가 설치되어 있다.

### 연표
- 1943년 11월 21일: 무코가와 ~ 스자키 역 구간 개업.
- 1944년
  - 8월 17일: 무코오하시 ~ 무코가와 구간이 개업하고 한신 고쿠도 선과 접속.
  - 11월 15일: 국철 도카이도 본선의 니시노미야 ~ 스자키 구간의 화물선 개업.
- 1945년
  - 6월 9일: 공습에 의하여 스자키 역이 피해를 입음.
  - 8월 23일: 무코오하시 ~ 무코가와 구간의 전철 운행 정지.
- 1946년 1월 5일: 무코오하시 ~ 스자키 구간의 여객 영업 중지.
- 1948년 10월 10일: 무코오하시 ~ 스자키 구간의 여객 영업 재개.
- 1958년 7월 1일: 니시노미야 ~ 스자키 구간의 화물선 휴지.
- 1966년 1월 20일: 영업을 1.7 km에서 1.1 km로 변경.
- 1967년 11월 12일: 가선 전압을 600V에서 1500V로 승압.
- 1970년 11월 5일: 니시노미야 ~ 스자키 구간의 화물선 폐지.
- 1978년 12월 27일: 전선을 궤도법에 근거하여 궤도에서 지방 철도법에 근거한 철도로 변경.
- 1984년 4월 3일: 스자키 ~ 무코가와단치마에 구간이 연장 개통함과 동시에, 무코가와 역 구내에 중간 개찰을 설치하고 개찰 외 연결 폐지, 히가시나루오 역과 스자키 역의 승강장을 개축, 열차 증편과 수송력 증강을 실시.
- 1985년 4월 14일: 휴지 중의 무코오하시 ~ 무코가와 구간 폐지.
- 1995년
  - 1월 17일: 한신・아와지 대지진으로 불통.
  - 1월 26일: 무코가와 ~ 무코가와단치마에 구간 운행 재개.
- 2000년 10월 1일: 전 열차 원맨화. 행선판 폐지 및 전용 자막 사용 개시.
- 2014년 4월: 전 역에 역 번호 도입.
- 2016년 3월 19일: 종전을 약 20분 연기시킴.

## 역 목록
전 구간이 효고현 니시노미야시에 있다.
| 역 번호 | 역명             | 역간 거리 | 영업 거리 | 접속 노선                   |
| ------- | ---------------- | --------- | --------- | --------------------------- |
| HS 12   | 무코가와         | -         | 0.0       | 한신 전기철도： 본선(HS 12) |
| HS 53   | 히가시나루오     | 0.7       | 0.7       |                             |
| HS 52   | 스자키           | 0.4       | 1.1       |                             |
| HS 51   | 무코가와단치마에 | 0.6       | 1.7       |                             |

### 폐선 구간
니시노미야 역 - 고시엔구치역 - 무코오하시 역 - 고마쓰 역 - 무코가와 역
- 니시노미야 - 무코오하시 사이에는 화물 영업만 한다.

### 과거의 접속 노선
- 니시노미야 역 : 국철 도카이도 본선(화물만)
- 무코오하시 역 : 한신 고쿠도 선

## 차량
- 5500계

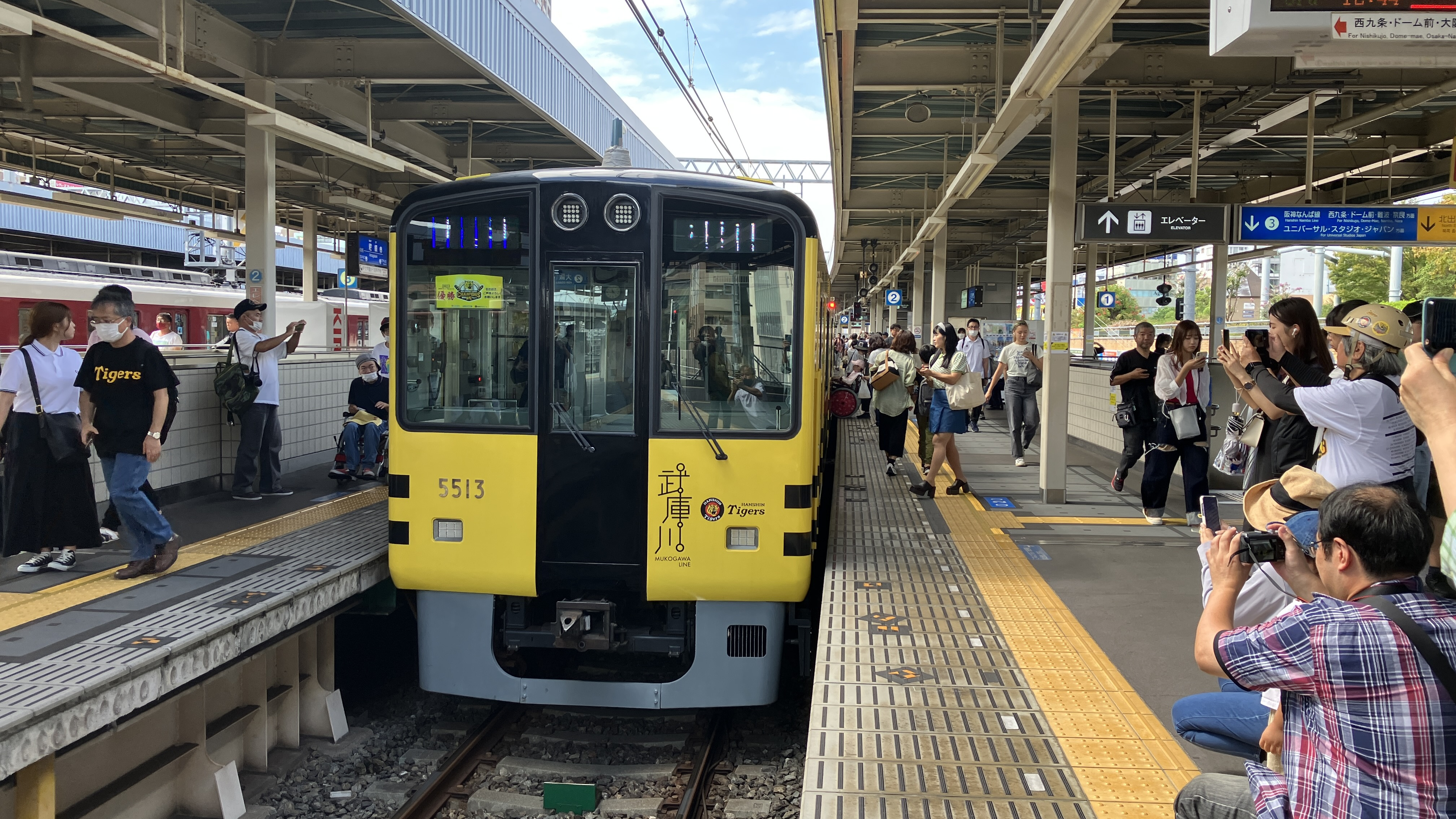
타이거스호
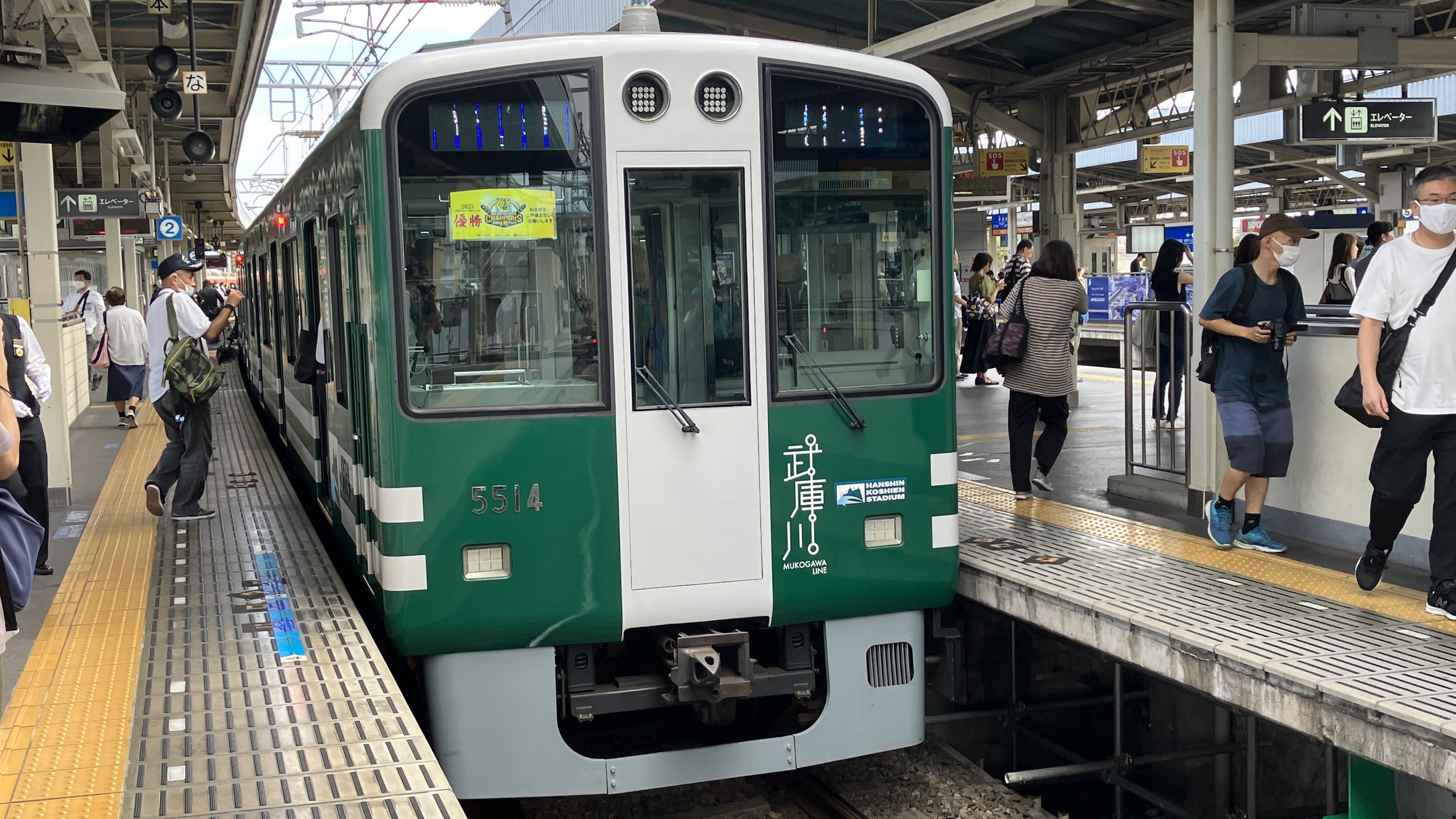
고시엔호
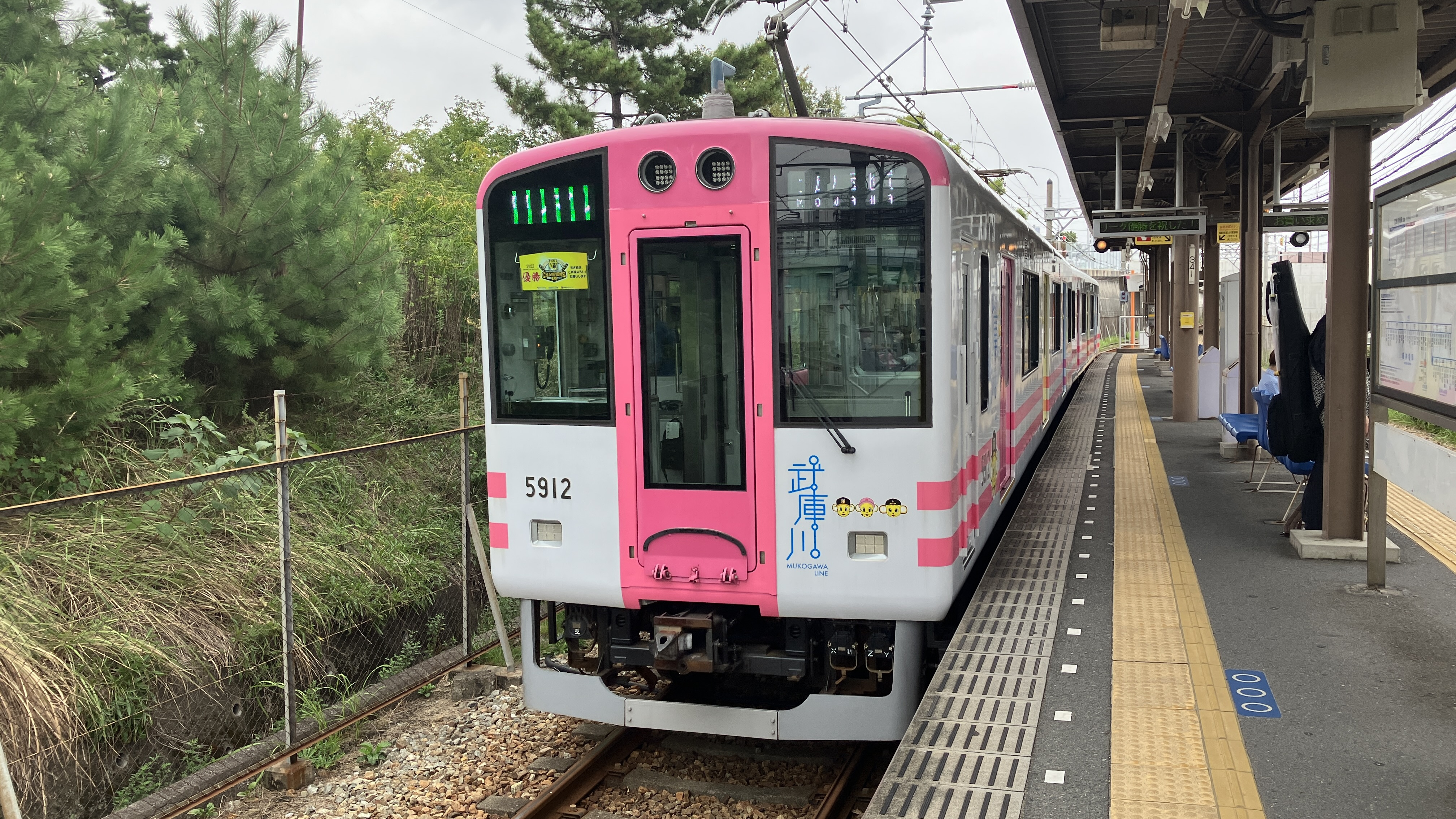
트래키호
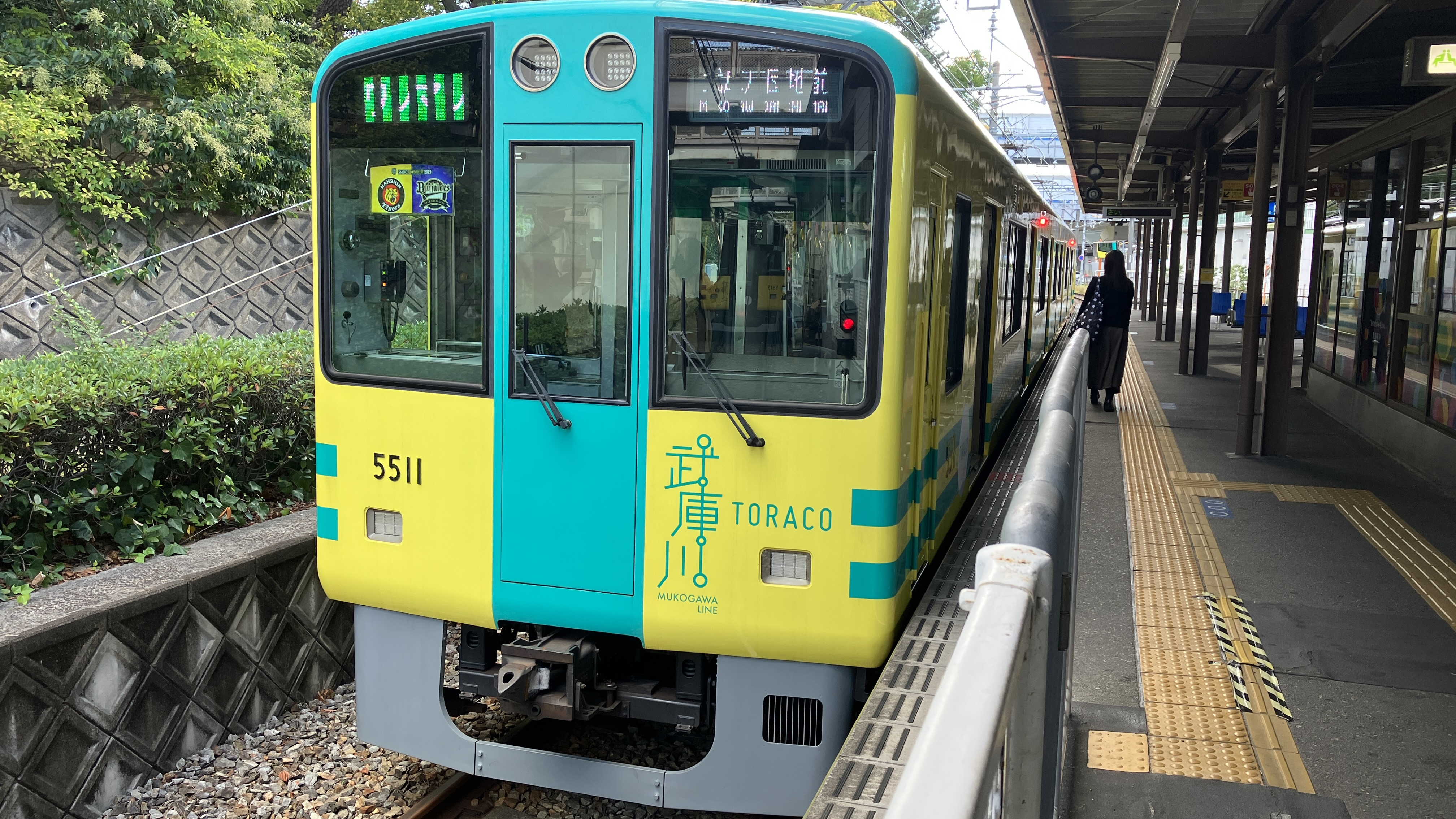
TORACO호

### 과거 차량
- 7890계·7990계

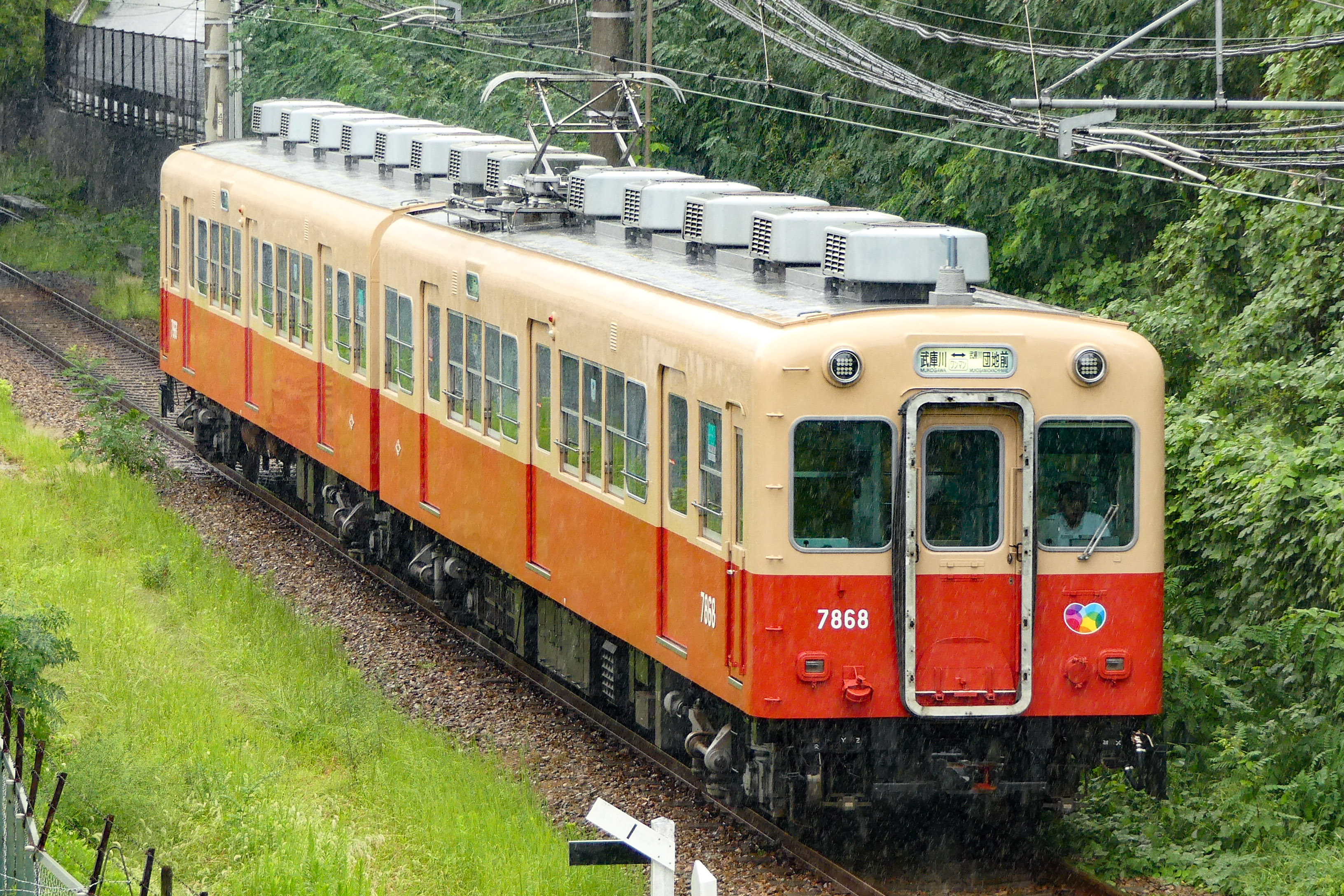
7890계

## 참조
1. ↑  2017년 2월 기준으로, 본선에서 운용되는 무코가와 선에 대한 입출고 회송은 한신 난바 선에서의 운용이 없어 사실 상으로는 무코가와 선 전용 차량이다.
2. ↑  "일본 철도 여행 지도책 간사이 2" P.52